# Marian Serafiniuk
Marian Michał Serafiniuk (ur. 8 września 1896 w Limanowej, zm. 7 maja 1963 w Nowym Sączu) – major piechoty Wojska Polskiego.

## Życiorys
Był synem Filipa. Po ukończeniu szkoły podstawowej w Nowym Sączu kontynuował naukę w ośmioklasowym Gimnazjum Humanistycznym. 15 kwietnia 1915 r. powołany został do służby w cesarskiej i królewskiej armii, przydzielony do 20 pułku piechoty i skierowany na front rosyjski. Brał udział między innymi w bitwach o Buchacz (12 października 1915) i Monastarzyska (sierpień 1916). Przeniesiony w styczniu 1916 r. do Szkoły Oficerów Rezerwy Piechoty w Opawie, skąd pięć miesięcy później odszedł na front rumuński. Tam walczył 29 listopada 1916 r. w stopniu kaprala pod Dornorata. Wysłany następnie na front włoski, gdzie awansował w październiku 1917 r. do stopnia podporucznika rezerwy. Skierowany do Szkoły Strzelania w Milosicach k. Pragi, skąd w październiku 1917 r. powrócił na front włoski obejmując stanowisko dowódcy plutonu km. W czasie walk pod Mont Tanlkone, otrzymał 18 czerwca 1918 r. postrzał mięśnia nogi. W październiku 1918 roku zapisał się na Wydział Prawa UJ w Krakowie, którego jednak nie ukończył.
Miesiąc później ochotniczo wstąpił do 1 pułku strzelców podhalańskich i objął dowództwo kompanii karabinów maszynowych. Wraz ze swoją kompanią brał udział w wojnie polsko-ukraińskiej, a następnie w wyprawie na Kijów. Po jej zakończeniu i powrocie do Nowego Sącza zawarł związek małżeński, z którego miał dwóch synów. 
Począwszy od 1922 r. został oficerem zawodowym. W późniejszym okresie był słuchaczem: Centralnej Szkoły Strzelania w Toruniu (1925), Szkoły Młodszych Oficerów Artylerii w Toruniu (1928) i Kursu Unifikacyjnego w Rembertowie (1930). 15 marca 1931 został wykładowcą taktyki i geografii wojskowej w Szkole Strzelania Artylerii w Toruniu. 10 września 1933 został przeniesiony do 16 pułku piechoty w Tarnowie na stanowisko dowódcy kompanii. Na stopień majora został mianowany ze starszeństwem z 1 stycznia 1936 i 14. lokatą w korpusie oficerów piechoty. 10 maja przeniesiony został na stanowisko zastępcy dowódcy Batalionu KOP „Stołpce”. W maju 1938 został przeniesiony do 1 pułku strzelców podhalańskich na stanowisko dowódcy III batalionu. W takim też charakterze wyruszył we wrześniu 1939 r. na front. 
10 września 1939 r., w czasie kampanii wrześniowej, po odejściu płk. dypl. Alfreda Krajewskiego na wyższe stanowisko, objął dowództwo 1 pułku strzelców podhalańskich. 19 września w Rzęsnej Ruskiej k. Lwowa dostał się do niewoli niemieckiej. Osadzony w Oflagu II B Arnswalde, gdzie uczył języka niemieckiego. Przeniesiony w maju 1942 r. do Oflagu II D Gross-Born, a cztery miesiące później do Oflagu VI B Dössel. W obu tych obozach uczył języka angielskiego. Tam też zastał go koniec wojny.
18 czerwca 1946 r. powrócił do Nowego Sącza. Tu też trzy miesiące później rozpoczął pracę jako nauczyciel języka angielskiego w II Gimnazjum im. Bolesława Chrobrego, a następnie I Liceum Ogólnokształcącym. Z dniem 1 stycznia 1957 roku został zwolniony z powszechnego obowiązku służby wojskowej. Zmarł i spoczywa na Cmentarzu Komunalnym w Nowym Sączu, w kwaterze 19.

## Upamiętnienie
Jego nazwisko zostało wymienione na tablicy pamiątkowej, umieszczonej w kościele św. Kazimierza w Nowym Sączu w 1988, honorującej dowódców 1 Pułku Strzelców Podhalańskich.

## Awanse
- podporucznik rezerwy - X 1917 r.
- porucznik rezerwy - II 1919 r. (zweryfikowany ze starszeństwem z dniem 1 czerwca 1919 r.)
- kapitan - 31 marca 1924 r. ze starszeństwem z dniem 1 lipca 1923 r. i 191 lokatą w korpusie oficerów zawodowych

## Ordery i odznaczenia
- Krzyż Walecznych dwukrotnie[9][10] – 1921
- Medal Niepodległości – 9 listopada 1933 „za pracę w dziele odzyskania niepodległości”[11][12]
- Srebrny Krzyż Zasługi – 1936 „za zasługi w służbie wojskowej”[13]
- Medal Pamiątkowy za Wojnę 1918–1921 – 1927
- Medal Dziesięciolecia Odzyskanej Niepodległości – 1928
- Srebrny Medal za Długoletnią Służbę – 1939